# 蘭科湖 (西北梅克倫堡縣)
53°42′17″N 10°51′26″E / 53.7047°N 10.8572°E
蘭科湖（德語：Lankower See），是德國的湖泊，位於該國東北部，由梅克倫堡-前波美拉尼亞州負責管轄，處於西北梅克倫堡縣，長2.3公里、寬0.8公里，面積0.9平方公里，海拔高度31米，最大水深9.5米。